# Cinta perforada

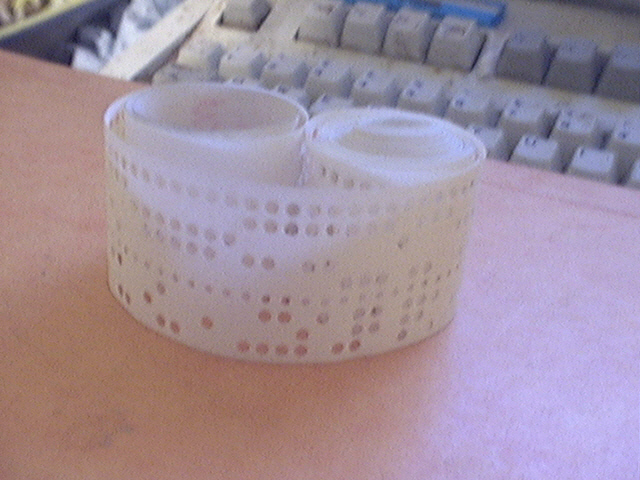
Un rollo de cinta perforada.

La cinta perforada es un método ya obsoleto de almacenamiento de datos, que consiste en una larga tira de papel en la que se realizan agujeros para almacenar los datos. Fue muy empleada durante gran parte del siglo XX para comunicaciones con teletipos, y más tarde como un medio de almacenamiento de datos para miniordenadores y máquinas herramienta tipo CNC.

## Origen
Las primeras cintas perforadas se emplearon en los telares mecánicos y bordados, donde tarjetas con instrucciones simples acerca de los movimientos solicitados de la máquina fueron primero alimentadas individualmente, después controladas por otras tarjetas de instrucciones y más tarde fueron como una sucesión de tarjetas adheridas. (Ver telar Jacquard).
Esto llevó al concepto de comunicar la información no como una sucesión de tarjetas individuales sino como una "tarjeta continua", o cinta. Muchos operadores de bordado profesional se siguen refiriendo a las personas que crean los diseños y patrones mecánicos como "perforadores", aunque tanto las tarjetas como las cintas perforadas dejaron de usarse, tras muchos años, hacia la década de 1990.
En 1846 Alexander Bain empleó cinta perforada para enviar telegramas.

## Formatos de cinta

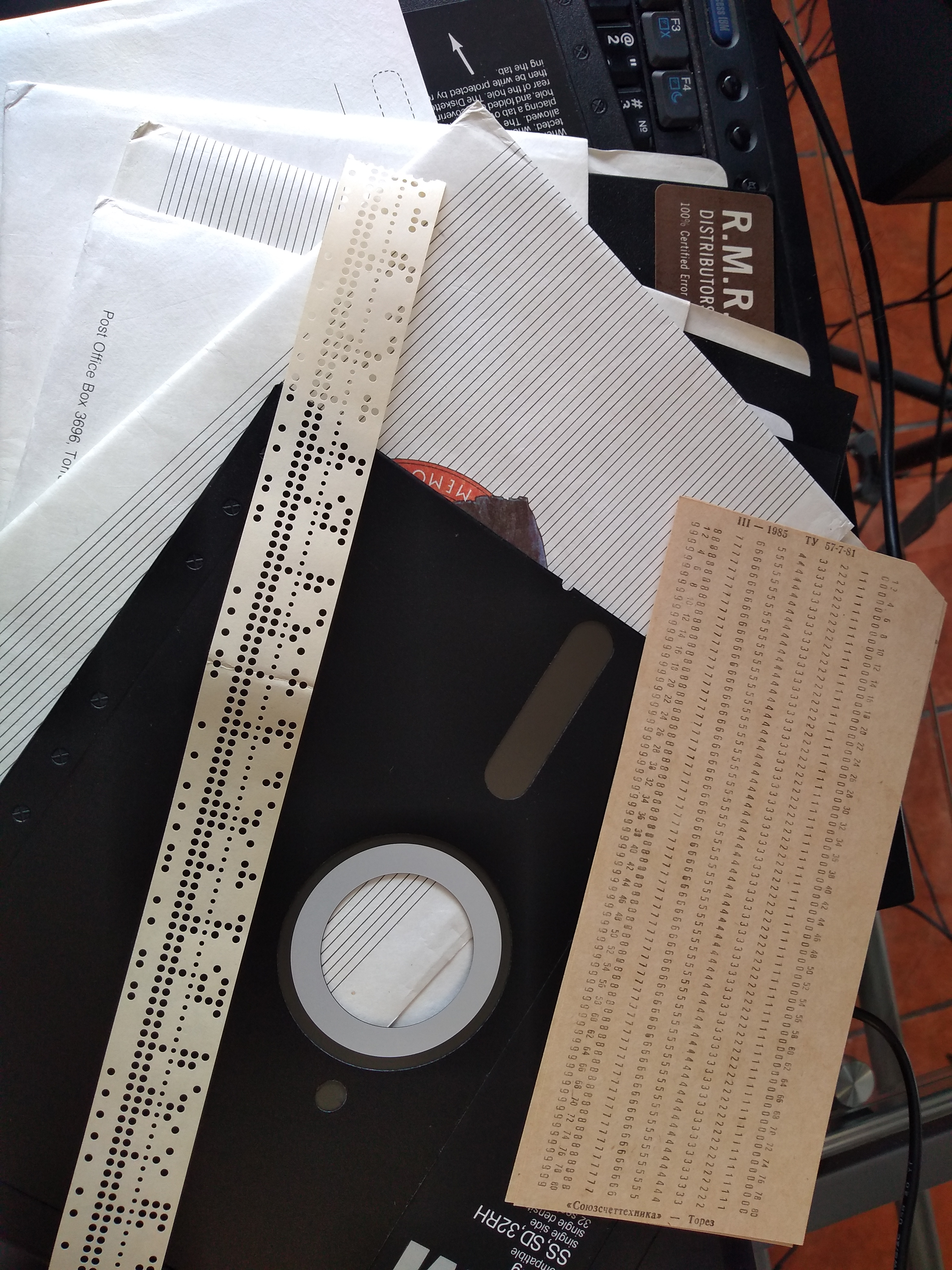
Varios medios de almacenamiento de los 1970s: Cinta perforada de 6 filas, tarjeta perforada y disco flexible de 8 pulgadas

Los datos estaban representados por la presencia o ausencia de un agujero en la cinta en una posición determinada. Las cintas originales tenían cinco filas de agujeros para los datos. Cintas posteriores tuvieron 6, 7 y 8 filas. Una fila extra de agujeros consecutivos más pequeños servía para arrastrar la cinta, generalmente con una rueda dentada. El texto se codificaba de varias maneras. El estándar de codificación de caracteres más primitivo fue el de Baudot, que se remonta al siglo XIX y tenía 5 agujeros. Estándares posteriores, tales como el Fieldata y el Flexowriter, tenían 6 agujeros. A comienzos de la década de 1960, la Asociación Americana de Estándares (American Standards Association, ASA) llevó a cabo un proyecto para desarrollar un código universal para el procesamiento de datos, que sería conocido como ASCII. Este código de 7 niveles fue adoptado por algunos fabricantes de teletipos, como AT&T (Teletype). Otros, como Télex, siguieron empleando el Baudot. 

### Cinta troquelada
Una variación de la cinta perforada fue el dispositivo llamado Impresora Troqueladora (Chadless Printing Reperforator). Esta máquina era capaz de marcar las señales de teletipo recibidas en una cinta y de imprimir el mensaje sobre ella al mismo tiempo, usando un mecanismo de impresión similar al de una impresora de páginas corriente. El marcado, en lugar de perforar completamente los habituales agujeros redondos, realizaba unos cortes con forma de pequeñas U en el papel, de modo que no se producían lentejuelas; el "agujero" seguía estando relleno con una pequeña trampilla de papel. Al no estar completamente perforado el agujero, la impresión en el papel permanecía intacto y legible. Esto permitía a los operadores leer la cinta sin necesidad de descifrar los agujeros, lo que facilitaba la retransmisión del mensaje hacia otras estaciones de la red. Naturalmente, tampoco tenía una "caja para lentejuelas" que hubiera que vaciar de tanto en tanto. La única desventaja de este mecanismo era que la cinta troquelada, una vez marcada, no se recogía correctamente, debido a que a las aletitas sobresalientes del papel solían engancharse en la siguiente vuelta de la cinta, y por eso no se podía enrollar en un solo plano. Otra desventaja, como se vería con el tiempo, era que no había un modo fiable de leer las cintas troqueladas por los medios ópticos empleados por los sistemas de lectura de alta velocidad posteriores. De todas maneras, los lectores mecánicos empleados en los equipos de velocidad más estándar no tenían problemas con las cintas troqueladas, ya que detectaban los agujeros mediante pernos con resorte, que fácilmente apartaban las aletitas de papel del camino.

## Aplicaciones

### Pianola
La pianola (o piano mecánico) es un instrumento musical que incorpora el mecanismo del piano al que se agregan elementos mecánicos y neumáticos para permitir la reproducción automática de la música perforada en un rollo de papel.
En realidad se trataría de una pianola/piano, ya que permite tanto su ejecución manual por un pianista como su ejecución automática mediante un rollo de papel perforado.
El mecanismo neumático es abastecido por un grupo de fuelles —movidos generalmente por pedales accionados por una persona—, sin que esta requiera conocimientos musicales. Estos fuelles pueden ser accionados por un motor eléctrico.

### Comunicaciones
La cinta perforada se usó como una manera de almacenar mensajes de los teletipos. Los operadores tecleaban el mensaje que se grababa en la cinta de papel, y después lo enviaban pasando la cinta a gran velocidad. El lector de cinta era capaz de transmitir el mensaje mucho más rápido de lo que un operador humano medio podría teclear, con el consiguiente ahorro en los costes del alquiler de las líneas. Las cintas perforadas en el punto de recepción podían ser usadas para retransmitir los mensajes a otra estación. Se crearon extensas redes del tipo guarda y pasa (store and forward) que usaban estas técnicas.

### Miniordenadores

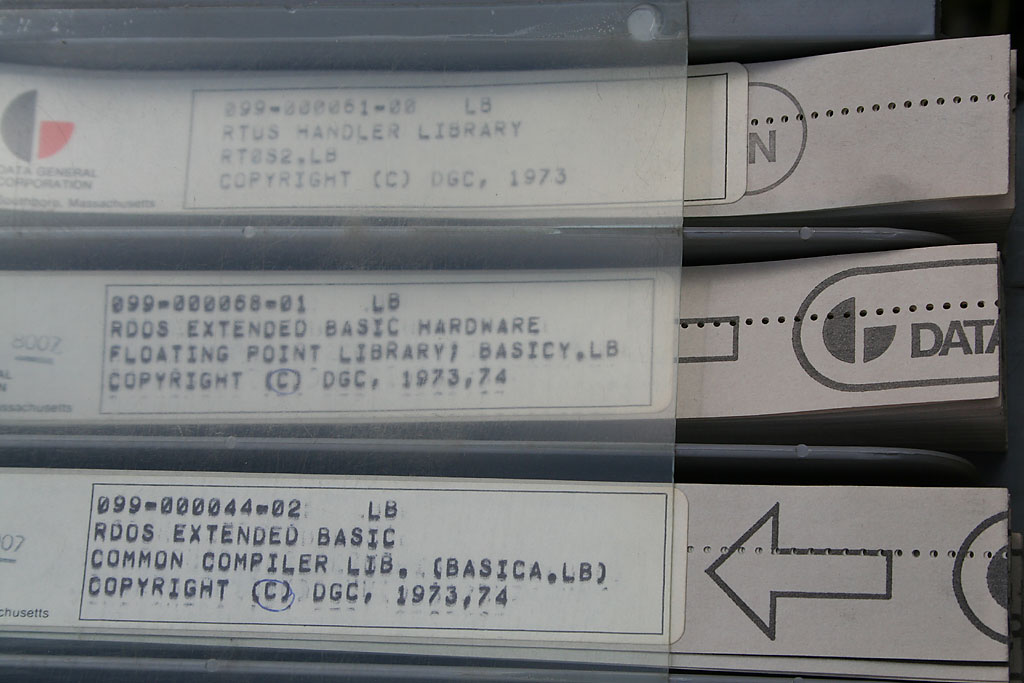
Programas en cinta de papel para el miniordenador Data General Nova.

Cuando se crearon los primeros miniordenadores, la mayoría de los fabricantes aprovecharon los teletipos ASCII producidos en masa (primordialmente el ASR33) como una solución de bajo coste para la entrada por teclado y salida impresa. Como consecuencia la cinta perforada se convirtió en un popular medio de almacenamiento de bajo coste, y no era raro encontrar una selección de cintas que contenían programas útiles en la mayoría de las instalaciones de miniordenadores. Los lectores ópticos, más rápidos, también eran comunes.

### Maquinaria automatizada
En la década de 1970, los equipos de fabricación asistida por ordenador (computer-aided manufacturing, CAM) solían usar cinta de papel. La cinta de papel fue un medio de almacenaje muy importante para las máquinas de retorcido de cables (wire-wrap) controladas por ordenador, por ejemplo. Un lector de cinta de papel era más pequeño y mucho más barato que los lectores de tarjetas de Hollerith o de cinta magnética. Se inventaron cintas de papel negro de fibra larga de alta calidad encerado y lubricado, y "papel" Mylar así que la producción de cintas para estas máquinas fue bastante duradera.

### Criptografía
La cinta de papel fue la base del cifrado Vernam, inventado en 1917. Durante el último tercio del siglo XX, la Agencia de Seguridad Nacional (National Security Agency, NSA) de los EE. UU. usó cintas de papel perforado para distribuir claves criptográficas. Las cintas de papel de 8 niveles se distribuyeron bajo estrictos controles de registro y eran leídas por un dispositivo de carga, como el KOI-18 manual, que era conectado temporalmente a cada dispositivo de seguridad que necesitaba las nuevas claves. La NSA había intentado reemplazar este método con un Sistema Electrónico de Gestión de Claves Electronic Key Management System, EKMS) más seguro, pero es muy posible aún se siga utilizando.

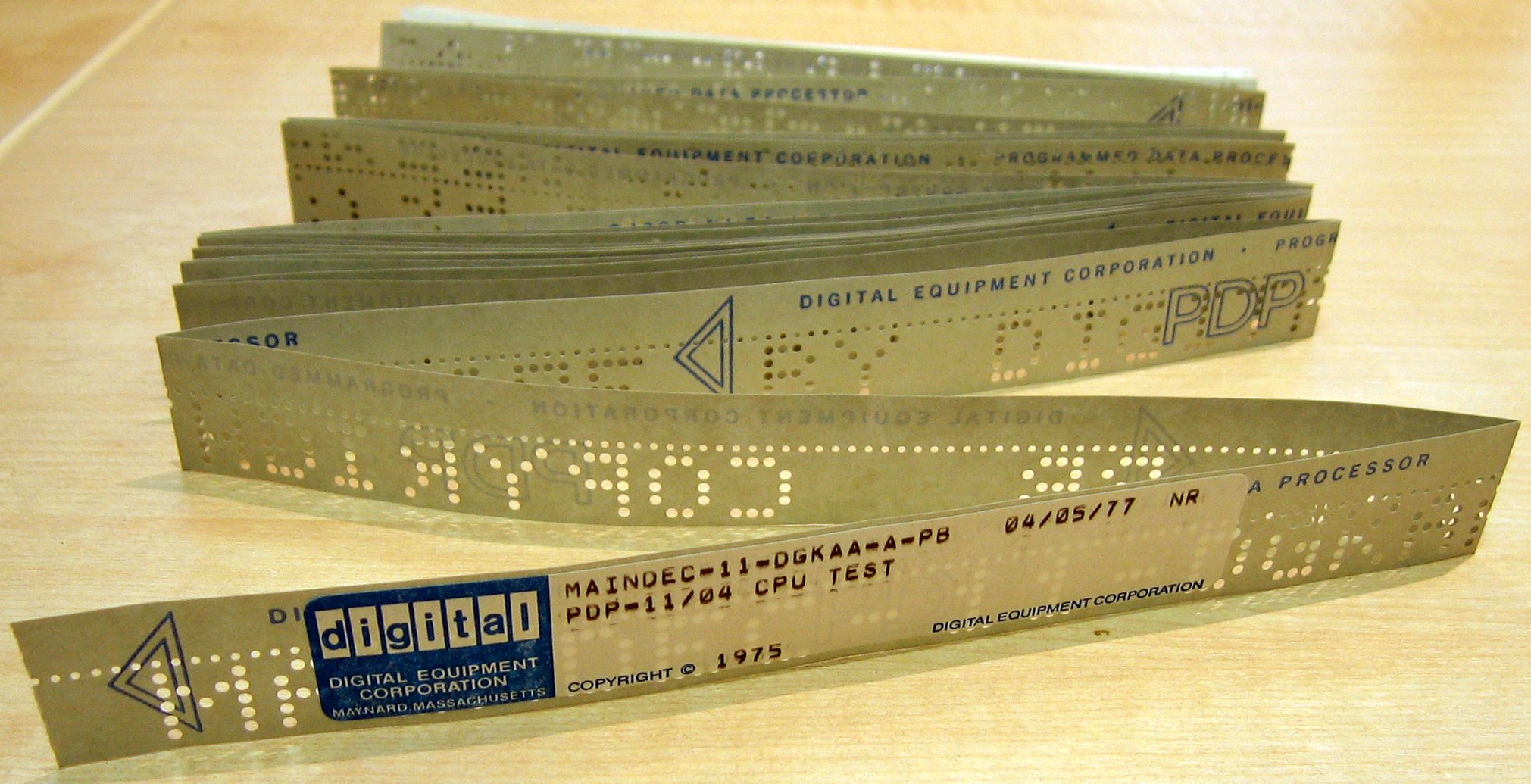
Cinta de papel plegado.

## Limitaciones
Los dos grandes problemas de la cinta de papel eran:
- Fiabilidad. Era una práctica corriente repasar manualmente cada copia mecánica de una cinta, comparando los agujeros uno por uno.
- El rebobinado de la cinta era complicado y una fuente de problemas. Se requería mucho cuidado para evitar rasgar la cinta. Algunos sistemas usaban cintas de papel plegado en lugar de cintas de papel enrollado. En estos sistemas, no era necesario rebobinar ni emplear un carrete de recogida extra, ni se requerían mecanismos para mantener la tensión; la cinta simplemente pasaba desde el contenedor proporcionado al lector a éste, y de ahí al contenedor de recogida, replegándose por sí mismo y quedando exactamente igual que cuando entró en el lector.